# Sosialurin
Sosialurin (výslovnost: [soˈsjalʊrɪn], česky: Sociál) je název druhého nejčtenějšího faerského deníku se sídlem v Tórshavnu. Vychází pětkrát týdně v nákladu 8100 výtisků. Založen byl v roce 1927. 

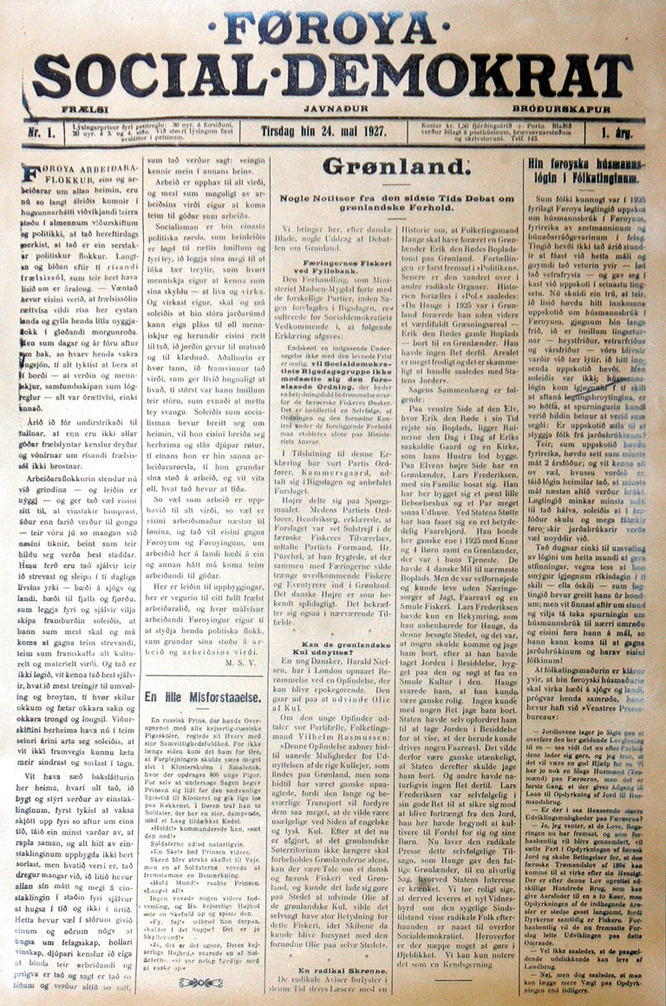

## Šéfredaktorové
- 1927 - 1927 Anton Nielsen
- 1927 - 1932 M. S. Viðstein
- 1932 - 1934 H. M. Jacobsen
- 1934 - 1959 Petur Mohr Dam
- 1934 - 1940 P. K. Mouritsen
- 1949 - 1950 P. K. Mouritsen
- 1950 - 1968 Villy Sørensen
- 1968 - 1971 Torfinn Smith
- 1972 - 1979 Vilhelm Johannesen
- 1979 - 1984 Torfinn Smith
- 1984 - 2000 Jan Müller
- 2000 -  Eirikur Lindenskov